# Fed Cup 2012 Zona Asia/Oceania Gruppo I - Pool A
Il Pool A della Zona Asia/Oceania Gruppo I nella Fed Cup 2012 è uno dei due pool (gironi) in cui è suddiviso il Gruppo I della zona Asia/Oceania. Quattro squadre si sono scontrate nel formato round robin. (vedi anche Pool B)
|   | Pool A              | Cina (bandiera) | Taipei cinese (bandiera) | Uzbekistan (bandiera) |
| 1 | Cina (2-0)          |                 | 3-0                      | 3-0                   |
| 2 | Taipei cinese (1-1) | 0-3             |                          | 3-0                   |
| 3 | Uzbekistan (0-2)    | 0-3             | 0-3                      |                       |

## Uzbekistan vs. Taipei Cinese
| Uzbekistan 0 | Shenzhen Luohu Tennis Center, Shenzhen, Cina 1º febbraio 2012 cemento indoor | Shenzhen Luohu Tennis Center, Shenzhen, Cina 1º febbraio 2012 cemento indoor | Taipei cinese 3 |      |     |  |
| \| \| \| \| 1 \| 2 \| 3 \| \| \| - \| \| ----------------------------------------------------------------------- \| --- \| ---- \| --- \| \| \| 1 \| \| Sabina Sharipova Hsieh Su-wei \| 3 6 \| 1 6 \| \| \| \| 2 \| \| Nigina Abduraimova Kai-Chen Chang \| 6 0 \| 4 6 \| 5 7 \| \| \| 3 \| \| Akgul Amanmuradova / Iroda Tulyaganova Yung-Jan Chan / Chia-Jung Chuang \| 5 7 \| 64 7 \| \| \| |                                                                              |                                                                              |                 |      |     |  |
| |                                                                              |                                                                              | 1               | 2    | 3   |  |
| 1 | Uzbekistan (bandiera) · Taipei cinese (bandiera)                             | Sabina Sharipova Hsieh Su-wei                                                | 3 6             | 1 6  |     |  |
| 2 | Uzbekistan (bandiera) · Taipei cinese (bandiera)                             | Nigina Abduraimova Kai-Chen Chang                                            | 6 0             | 4 6  | 5 7 |  |
| 3 | Uzbekistan (bandiera) · Taipei cinese (bandiera)                             | Akgul Amanmuradova / Iroda Tulyaganova Yung-Jan Chan / Chia-Jung Chuang      | 5 7             | 64 7 |     |  |

## Cina vs. Taipei Cinese
| Cina 3 | Shenzhen Luohu Tennis Center, Shenzhen, Cina 2 febbraio 2012 cemento indoor | Shenzhen Luohu Tennis Center, Shenzhen, Cina 2 febbraio 2012 cemento indoor | Taipei cinese 0 |     |     |  |
| \| \| \| \| 1 \| 2 \| 3 \| \| \| - \| \| ----------------------------------------------------- \| --- \| --- \| --- \| \| \| 1 \| \| Jie Zheng Hsieh Su-wei \| 6 2 \| 6 3 \| \| \| \| 2 \| \| Li Na Kai-Chen Chang \| 6 2 \| 6 0 \| \| \| \| 3 \| \| Peng Shuai / Shuai Zhang Yung-Jan Chan / Hsieh Su-wei \| 7 5 \| 4 6 \| 6 2 \| \| |                                                                             |                                                                             |                 |     |     |  |
| |                                                                             |                                                                             | 1               | 2   | 3   |  |
| 1 | Cina (bandiera) · Taipei cinese (bandiera)                                  | Jie Zheng Hsieh Su-wei                                                      | 6 2             | 6 3 |     |  |
| 2 | Cina (bandiera) · Taipei cinese (bandiera)                                  | Li Na Kai-Chen Chang                                                        | 6 2             | 6 0 |     |  |
| 3 | Cina (bandiera) · Taipei cinese (bandiera)                                  | Peng Shuai / Shuai Zhang Yung-Jan Chan / Hsieh Su-wei                       | 7 5             | 4 6 | 6 2 |  |

## Cina vs. Uzbekistan
| Cina 3 | Shenzhen Luohu Tennis Center, Shenzhen, Cina 3 febbraio 2012 cemento indoor | Shenzhen Luohu Tennis Center, Shenzhen, Cina 3 febbraio 2012 cemento indoor | Uzbekistan 0 |     |     |  |
| \| \| \| \| 1 \| 2 \| 3 \| \| \| - \| \| ------------------------------------------------------------- \| --- \| --- \| --- \| \| \| 1 \| \| Shuai Zhang Sabina Sharipova \| 6 7 \| 6 3 \| 6 1 \| \| \| 2 \| \| Li Na Nigina Abduraimova \| 6 2 \| 6 3 \| \| \| \| 3 \| \| Peng Shuai / Jie Zheng Akgul Amanmuradova / Iroda Tulyaganova \| 6 3 \| 6 4 \| \| \| |                                                                             |                                                                             |              |     |     |  |
| |                                                                             |                                                                             | 1            | 2   | 3   |  |
| 1 | Cina (bandiera) · Uzbekistan (bandiera)                                     | Shuai Zhang Sabina Sharipova                                                | 6 7          | 6 3 | 6 1 |  |
| 2 | Cina (bandiera) · Uzbekistan (bandiera)                                     | Li Na Nigina Abduraimova                                                    | 6 2          | 6 3 |     |  |
| 3 | Cina (bandiera) · Uzbekistan (bandiera)                                     | Peng Shuai / Jie Zheng Akgul Amanmuradova / Iroda Tulyaganova               | 6 3          | 6 4 |     |  |

## Verdetti
- Cina ammessa allo spareggio contro la prima della Pool B (Kazakistan) per un posto agli spareggi per il Gruppo Mondiale II.